# Санґасте (волость)
Са́нґасте (ест. Sangaste vald) — колишня волость в Естонії, до адміністративної реформи 2017 року одиниця самоврядування в повіті Валґамаа.

## Географічні дані
Площа волості — 144,7 км2, чисельність населення на 1 січня 2017 року становила 1266 осіб.

## Населені пункти
Адміністративний центр — селище Санґасте.
На території волості також розташовувалися 13 сіл (küla):
Ваалу (Vaalu), Еду (Ädu), Кеені (Keeni), Куревере (Kurevere), Лаукюла (Lauküla), Лоссікюла (Lossiküla), Мяґісте (Mägiste), Мяекюла (Mäeküla), Прінґі (Pringi), Ресту (Restu), Рісттее (Risttee), Сарапуу (Sarapuu), Тійду (Tiidu).

## Історія
10 жовтня 1991 року Санґастеська сільська рада була перетворена у волость зі статусом самоврядування.